# August Snieders
Augustinus (August) Snieders (Bladel, 8 mei 1825 - Borgerhout (België) 19 november 1904) was een Nederlands letterkundige, journalist en schrijver die voornamelijk in Vlaanderen bekendheid verwierf. Hij was de jongere broer van Renier Snieders.

## Levensloop
Snieders schreef op zijn zeventiende levensjaar zijn eerste vers. Hij begon zijn carrière als letterzetter, eerst in 's-Hertogenbosch, later in Antwerpen waar hij in 1845 redacteur van Het Handelsblad werd. Van 1849 tot 1899 was hij hoofdredacteur. Onder zijn beheer werd "Het Handelsblad" een van de belangrijkste Vlaamse kranten en hijzelf een toonaangevende journalist.
Grote bekendheid verwierf hij als letterkundige en voorvechter van de Vlaamse zaak. Snieders was een integer verdediger van de katholieke en Vlaamse idealen, een hele opgave in die tijd. Hij werd eredoctor in de letteren en wijsbegeerte aan de Leuvense universiteit.
Snieders debuteerde met dorpsnovellen zoals Heibloemke. Met zijn historische romans zoals Op den toren (1869) bereikte hij hetzelfde niveau als Hendrik Conscience. Zijn humoristische schetsen over de Antwerpse burgerij geven blijk van ironie en sarcasme.
In een gevel van een pand aan de Markt te Bladel, waar voorheen zijn geboortehuis stond, werd een bronzen plaquette ter nagedachtenis aan Snieders aangebracht.

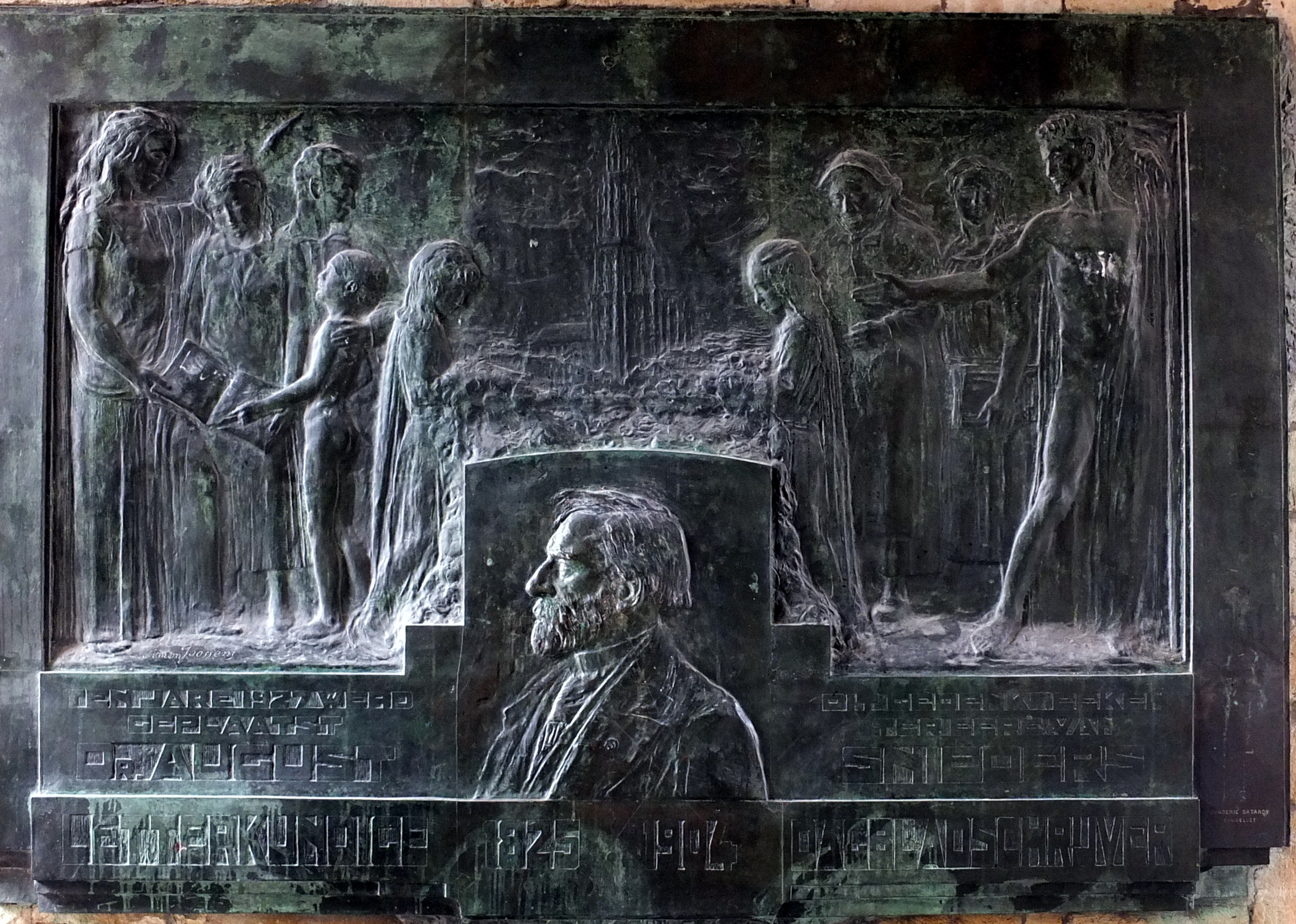
Plaquette ter ere van August Snieders op het Hendrik Conscienceplein te Antwerpen.

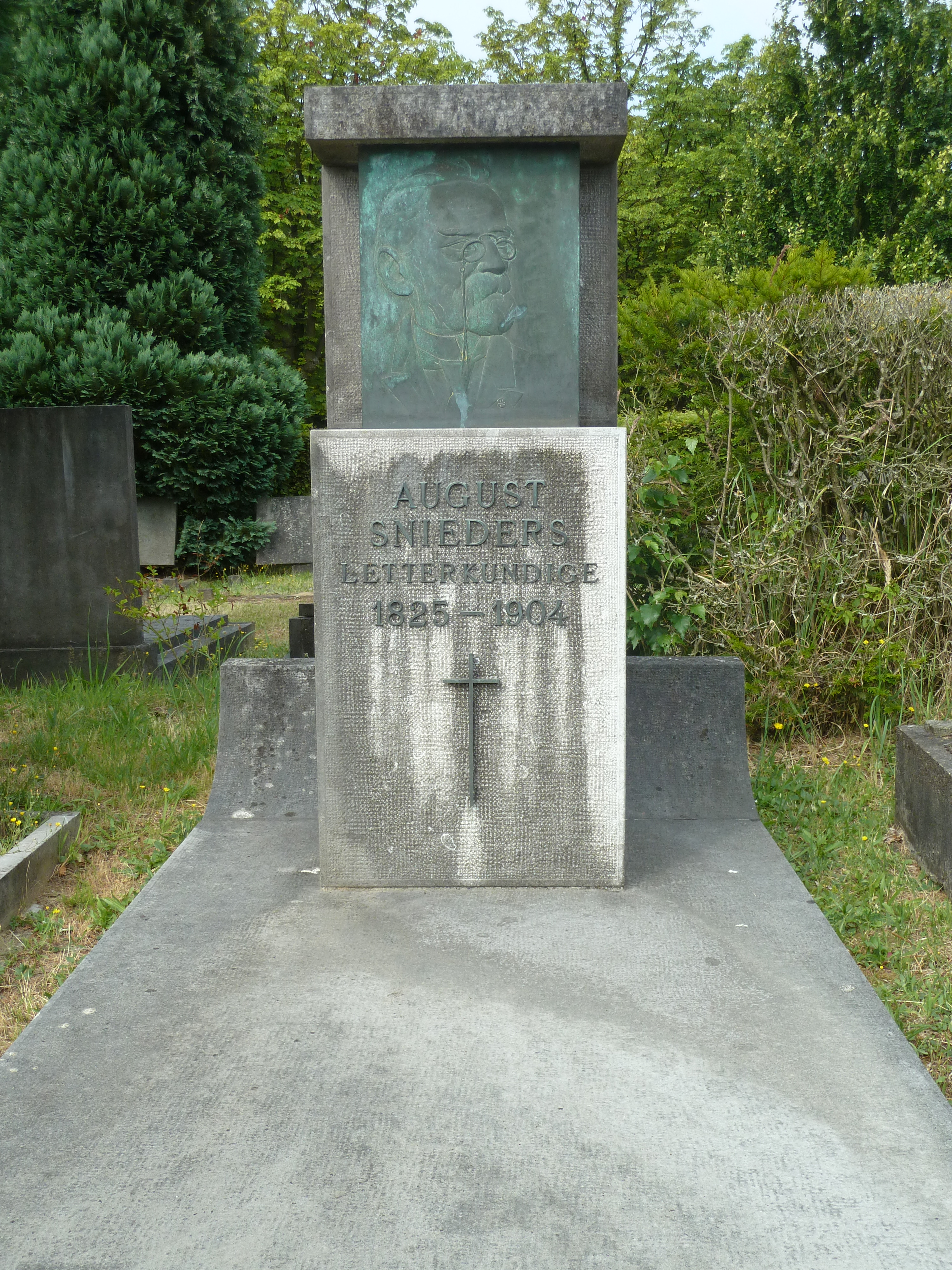
Graf op 't Schoonselhof te Antwerpen